# Cevat Nezihi Özkaya
Cevat Nezihi Özkaya (* 1951 in Ankara) ist ein türkischer Diplomat.

## Leben
Nezihi Özkaya ist verheiratet. Er verfügt über ein Abitur der TED Ankara College Foundation Schools und studierte Politikwissenschaft an der Universität Ankara.			

## Diplomatische Stationen
- 1976: Eintritt in den auswärtigen Dienst als Gesandtschaftssekretär dritter Klasse in die Abteilung internationale Sicherheit.
- 1978: Gesandtschaftssekretär zweiter Klasse in die Abteilung Multinationales.
- 1979: Gesandtschaftssekretär zweiter, erster Klasse in Bonn.
- 1982: Gesandtschaftssekretär zweiter, erster Klasse in Tripolis.
- 1984: Gesandtschaftssekretär erster Klasse in Verteidigungsministerium, Leiter der Abteilung Verträge.
- 1986: Vertreter des Ständigen Vertreters beim Nordatlantikrat in Brüssel.
- 1990: Leiter der Abteilung Internationale Sicherheit.
- 1991: Privatsekretär des Premierministers.
- 1997: Leiter der Abteilung Europäische Union.
- 2000: Leiter der Abteilung Süd-Asien, Ferner Osten und Pazifik.
- 2001: Botschafter in Maskat (Oman).
- 2005: Ministerialdirigent der Abteilung Verwaltung und Haushalt (MİDY).
- 2009: Berater des Ministerpräsidenten zum Zypernkonflikt.
- 2011 bis 2015: Botschafter in Minsk (Belarus).[1]

## Einzelbelege
1. ↑  Türkische Botschaft in Minisk, Büyükelçinin Özgeçmişi

| Vorgänger           | Amt                                                                     | Nachfolger            |
| ------------------- | ----------------------------------------------------------------------- | --------------------- |
| Nazif Murat Ersavcı | türkischer Botschafter in Muscat 1. Dezember 2001 bis 30. November 2005 | Engin Türker          |
| Veka İnal           | türkischer Botschafter in Minsk Seit 13. Juni 2011 bis 2015             | Kezban Nilvana Darama |

| Personendaten    | Personendaten        |
| ---------------- | -------------------- |
| NAME             | Özkaya, Cevat Nezihi |
| KURZBESCHREIBUNG | türkischer Diplomat  |
| GEBURTSDATUM     | 1951                 |
| GEBURTSORT       | Ankara               |